# 卢瓦尔河畔拉沙佩勒
卢瓦尔河畔拉沙佩勒（法語：La Chapelle-sur-Loire，法語發音：[la ʃapɛl syʁ lwaʁ] ⓘ）是法国安德尔-卢瓦尔省的一个市镇，位于该省西部，卢瓦尔河右岸，属于希农区。

## 地理
卢瓦尔河畔拉沙佩勒（47°14'55"N, 0°13'26"E）面积19.17 平方千米，位于法国中央-卢瓦尔河谷大区安德尔-卢瓦尔省，该省份为法国中西部省份，北起萨尔特省、东北接卢瓦-谢尔省，东南接安德尔省，南至维埃纳省，西临曼恩-卢瓦尔省。
与卢瓦尔河畔拉沙佩勒接壤的市镇（或旧市镇、城区）包括：阿瓦讷、布尔格伊、卢瓦尔河畔舒泽、于姆、雷斯蒂涅、里尼-于塞、卢瓦尔河畔科托。

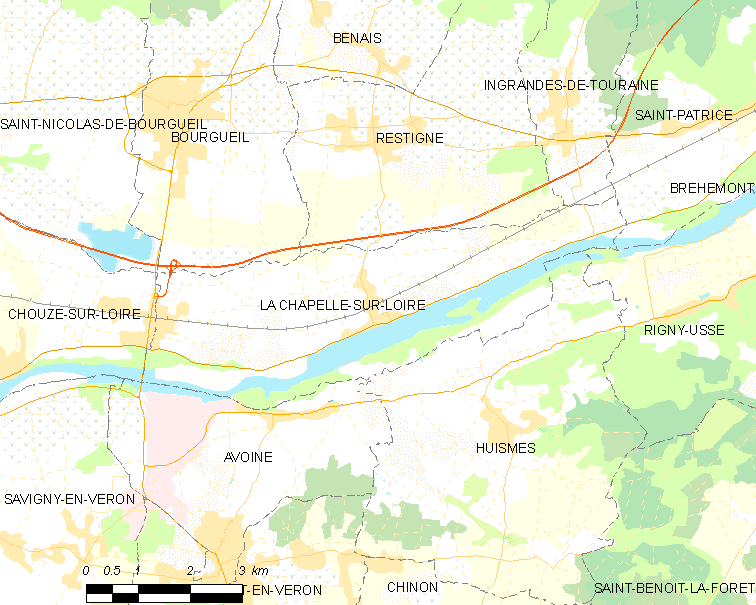
卢瓦尔河畔拉沙佩勒的OSM定位图

卢瓦尔河畔拉沙佩勒的时区为UTC+01:00、UTC+02:00（夏令时）。

## 行政
卢瓦尔河畔拉沙佩勒的邮政编码为37140，INSEE市镇编码为37058。

## 政治
卢瓦尔河畔拉沙佩勒所属的省级选区为朗热县。

## 人口

1962-2008年间卢瓦尔河畔拉沙佩勒人口变化图示

卢瓦尔河畔拉沙佩勒于2022年1月1日时的人口数量为1472人。